# Vorsma
Vorsma (rusky Ворсма) je město v Nižněnovgorodské oblasti v  Ruské federaci. Při sčítání lidu v roce 2010 měla přes jedenáct tisíc obyvatel.

## Poloha a doprava
Vorsma leží na břehu Kišmy (rovněž někdy nazývané Vorsma), pravého přítoku Oky v povodí Volhy. Od Nižního Novgorodu, správního střediska oblasti, je vzdálena přibližně sedmdesát kilometrů jihozápadně.
Vorsemské nádraží se nachází přibližně patnáct kilometrů severně od města na trati z Nižního Novgorodu do Pavlova, do jehož rajónu Vorsma patří.

## Dějiny
V dokumentech ze 14. a 15. století se objevuje jména Vorosma v souvislosti s řekou a přilehlou oblastí. Je ugrofinského původu, odvozené od vor či vyr znamenajícího les. Sama vesnice je ale zmíněna až ve století šestnáctém.
V období Smuty mnozí zdejší zemědělci, řemeslníci a střelci podporovali Lžidimitrije II. a na jeho podporu založily vlastní bojové oddíly. Ty byly ovšem 10. prosince 1608 poraženy nižněnovgorodskými jednotkami v bitvě u Vorsmy a Vorsma byla následně vypleněna a vypálena.
Vosma se pak v roce 1612 stala majetkem nižněnovgorodského obchodníka Kuzmy Minina
V 18. století se obec stala významným střediskem kovodělných řemeslníků. V roce 1766 zde byla Pjotrem Borisovičem Šeremetěvem založena první továrna.
V roce 1926 získala obec status sídla městského typu. Od roku 1955 je městem.